# Каррильо (лунный кратер)
Кратер Каррильо (лат. Carrillo) — небольшой ударный кратер на западной окраине Моря Смита на видимой стороне Луны. Название присвоено в честь мексиканского инженера-геотехника Набора Каррильо Флореса (1911—1967) и утверждено Международным астрономическим союзом в 1979 г.

## Описание кратера

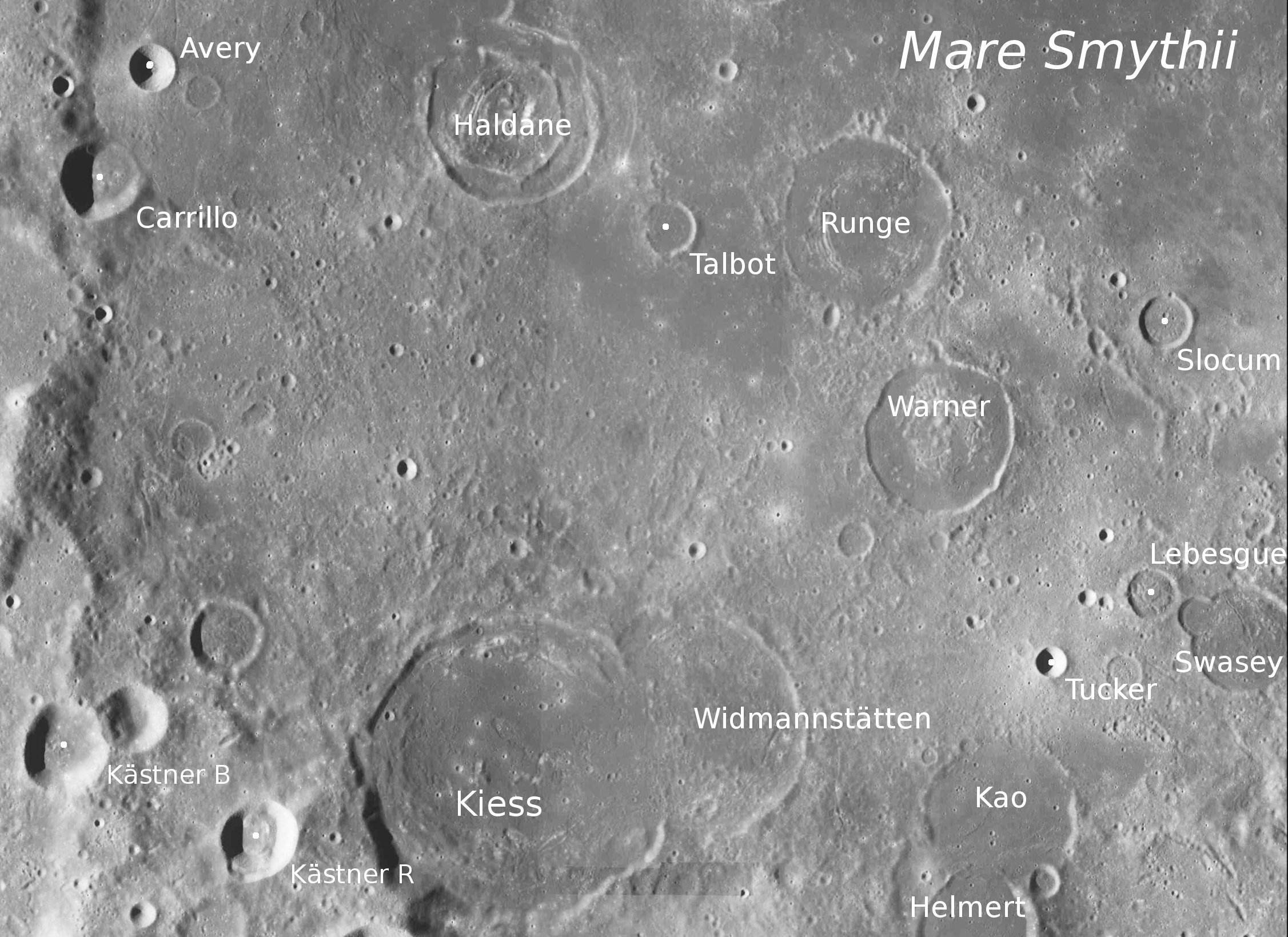
Окрестности кратера Каррильо. Снимок зонда Lunar Reconnaissance Orbiter.

Ближайшими соседями кратера являются кратер Ван Влек на западе; кратер Эйвери на севере-северо-востоке; кратер Холдейн на востоке; кратер Кисс на юго-востоке и кратер Кестнер на юго-западе. Селенографические координаты центра кратера 2°07′ ю. ш. 80°58′ в. д. / 2,11° ю. ш. 80,96° в. д., диаметр 17,9 км, глубина 2,7 км.
Кратер Каррильо имеет циркулярную форму нарушенную небольшим выступом в южной-юго-западной части, практически не затронут разрушением. Вал с острой кромкой, внутренний склон вала гладкий. Высота вала и ширина внутреннего склона значительно больше в западной части по сравнению с восточной. Высота вала над окружающей местностью достигает 600 м. Дно чаши плоское, без приметных структур.
За счет своего расположения у восточного лимба Луны кратер при наблюдениях с Земли имеет искаженную форму.

## Сателлитные кратеры
Отсутствуют.